# Clérigo (classe de personagem)

Clérigos se assemelham a religiosos da era medieval.

Em jogos de RPG, o Clérigo (por vezes chamado de Sacerdote ou Bispo) é uma classe de personagem típica de cenários de fantasia medieval, dentre os quais se destacam os jogos Dungeons & Dragons, mais conhecido como D&D e Pathfinder Roleplaying Game. Uma classe dá habilidades (ou perícias) exclusivas para o personagem de cada classe. No caso, um clérigo age como um agente intermediário, controlando poderes divinos e infernais, dependendo a qual deus o clérigo é devoto. Em Dungeons & Dragons, existem diversas divindades, algumas boas e outras malignas.

## Visão Geral

### Devoção e Fé
Um clérigo tem o poder de expulsar mortos-vivos, da mesma maneira que pode os invocar e os controlar para realizar seus objetivos. Ele também possui o poder de curar ferimentos facilmente apenas com sua fé, da mesma forma que pode causar ferimentos e doenças com o mesmo método. Diferente de um feiticeiro ou um mago, um clérigo tem como fonte de poder sua fé. Como isso, irá se desgastar menos que outros personagens, o tornando o mais perigoso de todos.
Clérigos estão presentes em diversos RPGs. Na maioria dos casos, os clérigos aparecem nos jogos como vilões ou milagreiros particulares do herói principal. Em alguns jogos é possível derrotar um personagem diminuindo sua fé, dando a ele algum estado (ou status) negativo e o corrompendo. Ter um clérigo no grupo dá uma grande vantagem sobre o inimigo, além de economizar dinheiro comprando itens e/ou poções.
Clérigos, na maioria das vezes, são o terror das forças malignas. Também podem trazer da morte (reviver) outros personagens, da mesma forma que pode os levar à mesma, sem o matar antes. Seu poder baseia-se em fé e, portanto, utiliza da magia divina. A arma predileta dos personagens desta classe é a maça (ou clava).

## Origens Criativas
- Clérigo (Cleric)

O Clérigo (Cleric), como classe de personagem, surge pela primeira vez, no RPG Dungeons & Dragons.
No Original Dungeons & Dragons (1974), surgiu o Clérigo (Cleric) como uma das classes básicas do jogo.
Lá, a classe é descrita como detentora de "algumas das vantagens de ambas as outras duas classes do jogo: Guerreiro (Fighting Man em inglês na época) e Magos (Magic-Users)".
O conceito e origem da classe “Clérigo” em D&D, foi fortemente inspirados nos religiosos de ordens militares cristãs medievais.
- Sacerdote (Priest)

Em outros jogos de RPG, principalmente eletrônicos e MMORPGs, o conceito da classe “Clérigo” recebeu algumas alterações.
Chamados em outros jogos simplesmente de "Sacerdote" (Priest), a classe “Clérigo” foi se modificando um pouco, tendo um uso ainda mais restrito de armas e armaduras e com maior ênfase no uso de magias, se parecendo mais com a "Classe Mago", porém tendo menos magias de ataque e controle e conservando seu foco maior em magias de cura e suporte, sendo este conceito comumente apelidado (devido em grande parte ao White Mage, de Final Fantasy) de "Mago Branco".

## Características de Classe
A seguir temos uma noção geral das características e habilidades comuns da classe Clérigo na maioria dos jogos de RPG.

### Devoto Divino
O Clérigo pode assumir preferencialmente a função de "Líder/Suporte" (Cura) e também de "Agressor" (Dano).